# Streetball
Streetball é uma variação do basquete jogado geralmente em quadras abertas. Streetball é uma palavra da língua inglesa que significa "jogo de rua",
ou seja, o desporto é basicamente um "basquete de rua".
Durante muito tempo o streetball não era um esporte oficializado, mas se afirmou nas olimpíadas de toquio em 2020 na modalidade de basquete 3x3.
No streetball, os jogadores
chamados ballers, querem executar (moves ou handles) chamados dribles com o máximo de dificuldade para
enganar o marcador e usam freestyles com as mãos e os pés. O jogo é rápido
e competitivo pelo espaço reduzido e o número de jogadores é menor que o convencional.
3x3 o número exato de
jogadores ou 1x1 que é uma nova modalidade do streetball, nas ruas também se encontra o 2x2 ou 4x4. 
Amantes do streetball preocupam-se, em fazer lances acrobáticos
com muito efeito, sendo um jogo bem pesado (faltas excessivas) pela falta de
arbitragem e por isso deixa o jogador mais livre para poder se movimentar do jeito que entender, deixando o trabalho de arbitro para os jogadores em quadra.

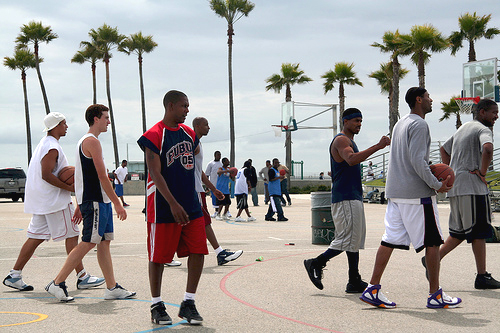
Jogadores de streetball em Venice Beach, Califórnia.

## O que é Streetball?
O termo "Streetball" não tem origem apenas no jogo conhecido como Street Basketball, mas também tem uma associação especial com a cultura da juventude. O esporte é conectado à imagem do guetto, que este tem ligação com a música (rap e hip hop). Esta associação deve-se provavelmente às raízes do Street Basketball, encontradas nos quintais de cidades grandes americanas. A modalidade pode ser praticada por ambos os sexos, mas em sua grande maioria, os homens são os que mais praticam o esporte.
O primeiro grande ícone do Street ball foi o universitário Earl Manigault|Earl "The Goat" Manigault em meados da década de 1950. Este malabarista das quadras de 1,89 m, parecia desafiar a gravidade.
No Brasil, a primeira equipe de basquete de rua ou streetball foi a da Liga Urbana de Basquete em agosto de 2004 no Rio de Janeiro. Surgia a LUB RJ com atletas selecionados ds quadras do Aterro do Flamengo. E quatro meses depois surgia a LUB São Paulo com o melhores atletas da atualidade a partir de uma seleção realizada no Parque do Ibirapuera.
O Streetball tem fornecido jogadores também para o basquete de quadra, como é o exemplo do americano Brian Taylor que jogava pela equipe da Winner Basquete Limeira|Winner de Limeira/São Paulo|SP .
O basquete de rua dá ao jogador a liberdade de se expressar, ou seja, de criar e improvisar jogadas. O streetball é a continuação do basquete de quadra, onde são valorizadas, principalmente, a habilidade e criatividade de cada atleta, ou seja, a altura não é fator indispensável, e sim a habilidade técnica e de improvisação de cada atleta. Modalidade bastante comum nos Estados Unidos, os rachas ou peladas de basquete podem ser jogados em praças ou ruas de qualquer cidade do país, sempre embaladas pelo som do rap.
Com regras menos rígidas do que o basquete de quadra, o basquete de rua pode ser jogado com qualquer tipo de formação; desde o um contra um até o 5 contra 5. No entanto, entre as disputas mais comuns está o 3 contra 3, que é o torneio mais conhecido no Brasil.
De acordo com o presidente da Liga Urbana de Basquete|LUB, o Filó, o atleta de basquete de rua, mais caracterizado pela disputa individual, tem que ter, entre outras qualidades, alegria e ginga. A qualquer momento um atleta de rua pode levar uma jogada inesperada e, para isso, ele precisa do fair play. O basquete de rua já é uma realidade no Brasil, mas faltam ainda alguns passos para alcançar a projeção que tem nos EUA, como ofertas de patrocínio e espaço para divulgação do esporte.

## O Streetball pelo mundo
Carro-chefe do Streetball no mundo, a AND1 promove desde o ano 2000, turnês anuais com uma verdadeira seleção de fenômenos do basquete de rua. Além de percorrer inúmeras cidades norte-americanas, a AND1 já desfilou o talento de vários atletas como Skip to My Loou, Tru Baller, Hot Sauce, Helicóptero, Headache e The Professor por países da Europa, Ásia e Oceania. É do Harlem que vem a força do Street.
O time do Harlem Renaissance rodou os Estados Unidos desafiando vários times, tornou-se referência. Na liga norte-americana encontra-se jogadores com características do street, entre eles o famoso atleta Allen Iverson. Além da AND1, existem outros grupos de peso mundo a fora, principalmente na França e no Canadá. A francesa Slam Nation agrega uma série de jogadores europeus e africanos com a agilidade e versatilidade, produzindo verdadeiros malabaristas do basquete.

## Principais jogadas
- Crossover: principal jogada do Street, o crossover é um corte normal, como no basquete de quadras, só que com maior impulso. Sua principal vantagem é a quebra da defesa.
- Caneta: jogada característica como no futebol. O jogador joga a bola entre as pernas do adversário.
- Hurricane: passar a bola com a mão direita entre as pernas, só que por trás, até o lado esquerdo. O balanço da jogada faz com que ela pareça uma dança.
- Hypnotize: bater a bola por trás das pernas, então, jogá-la por trás de suas costas e por cima de seu adversário, e finja continuar a bater a bola.
- Freestyles com as mãos: chamadas handles ou moves, de forma menos competitiva e mais lenta.

## Grandes times de Streetball
- AND1 -
- Ball4Real -
- China's Most Wanted - china
- Dime55 -
- Harlem Globetrotters -
- The Notic -
- Slam Nation -
- Streetball YPA Warriors -

## Streetballersnotáveis
- Philip Champion Hot Sauce "AnD1 Team"
- Grayson Boucher The Professor "AnD1 Team"
- Soni Ishy A.K.A 'Tha "K"reator
- Aaron Owens AO "Ball 4 Real Team"
- Rafer Alston Skip 2 my Lou
- Taurian Fontenette AkA Mr. 720 AkA The Air Up There

Ligações externas
- «LUB - Liga Urbana de Basquete»